# المتسول (فلم)
المتسول, فيلم مصري انتج عام 1983.

## القصة
تتكلم قصة الفيلم عن الفتى الريفي (حسنين البرطوشي -عادل إمام)الذي يصل إلى خاله في المدينة بعد أن توفيت والدته على أمل أن يعمل ويسكن معه حتى تتحسن الظروف لكن هذا الريفي يفشل في كل الأعمال التي يحاول خاله أن يدمجه فيها وبعد ذلك يقول له خاله أن عليه العودة إلى القرية الآن الحياة في المدينة صعبة. تسرق منه النقود التي كان يريد أن يدفع ثمن سفره منها فيسيح في المدينة ويحاول النوم في المسجد لكنه يطرد منه وهناك يقابل رجلا (خليل الغبي - سيد زيان) يقول له أنه سيوفر له المأكل والمشرب ومكان النوم ويذهب به إلى وكر عصابة تستغل الشحاذين وتنظم شؤونهم ويشتغل كشحاذ ويتحسن دخله تدريجيا ويقابل فتاة (إسعاد يونس) في المطعم ويدفع عنها الحساب ويتعرف عليها.في يوم من الأيام تقبض مكافة التسول على مجموعة من الشحاذين من ضمنهم هو وبعد أن يخرجو بكفالة دفعتها العصابة عنهم يتمرد عليهم فيحبسوه مخافة أن يتبعه الشحاذون الآخرون.
بعد فترة من الحبس يقرر العودة لعمله في مكان تحت مقر شركة رجل أعمال فاسد يعتقد أن هذا الشحاذ ما هو إلا أحد رجال المخابرات فيعطيه مبلغا كبيرا من المال مقابل كتابة تقرير يبعد الشبهات عن رجل الأعمال. يأخذ المبلغ فيكتشف رجل الأعمال والعصابة معا أنه أحتال عليهم كلهم وفي ليلة زفافه تاتيه العصابة ورجل الأعمال ومعاونيه ليفسدو حفلة زفافه وتتدخل الشرطة وتقبض على العصابة ورجل الأعمال حيث تبين أن الفتي القروي كان متعاونا مع الشرطة ويكمل زفافه حيث ينتهي الفيلم.

## وصلات خارجية
- مقالات تستعمل روابط فنية بلا صلة مع ويكي بيانات

دي في دي على أمازون 
- مقالات تستعمل روابط فنية بلا صلة مع ويكي بيانات